# 425P/Kowalski
425P/Kowalski è una cometa periodica appartenente alla famiglia delle comete gioviane. La cometa è stata scoperta il 24 novembre 2005 , la sua riscoperta il 20 luglio 2021 ha permesso di numerarla .